# Anita Dobson
Anita Dobson (født 29. april 1949 ) er en engelsk skuespiller.
Hun er gift med Queen-guitaristen Brian May.

## Filmografi

### Film
| Not yet released | Denotes works that have not yet been released |

| År   | Titel                          | Rolle                  | Noter           |
| ---- | ------------------------------ | ---------------------- | --------------- |
| 1994 | Beyond Bedlam                  | Judith                 |                 |
| 1994 | Seaview Knights                | The Blind Concierge    |                 |
| 1998 | The Revengers’ Comedies        | Daphne Teal            |                 |
| 1998 | The Tichborne Claimant         | Fanny Loder            |                 |
| 1999 | Darkness Falls                 | Mrs. Hayter            |                 |
| 2004 | Charlie                        | Mrs. Richardson Senior |                 |
| 2015 | Solitary                       | Nurse Mary             |                 |
| 2015 | The Rise of the Krays          | Madge                  |                 |
| 2015 | London Road                    | June                   |                 |
| 2016 | The Fall of the Krays          | Madge                  |                 |
| 2018 | The Fight                      | Gene Dunn              |                 |
| 2022 | Tomorrow Morning               | Karen                  |                 |
| 2023 | Christmas at the Holly Day Inn | Molly Hennings         |                 |
| 2024 | This Time Next Year            | Ms. Mentis             |                 |
| TBA  | Jeb: The Fame and Fury         | The Narrator           | Post-production |

### Tv
| Not yet released | Denotes works that have not yet been released |

| År        | Titel                                | Rolle                | Noter                                       |
| --------- | ------------------------------------ | -------------------- | ------------------------------------------- |
| 1978      | Leave Him to Heaven                  | Roxanne              | TV film                                     |
| 1978-1981 | Play Away                            | co-presenter         | 24 episodes                                 |
| 1981      | Nanny                                | Dorothy              | Episode: "Innocent Party"                   |
| 1983      | Partners in Crime                    | Esther Quant         | Episode: "The House of Lurking Death"       |
| 1983–1984 | Up the Elephant and Round the Castle | Lois Tight           | 3 episodes                                  |
| 1985–1988 | EastEnders                           | Angie Watts          | Regular role; 274 episodes                  |
| 1989      | Split Ends                           | Cath                 | 6 episodes                                  |
| 1990      | The World of Eddie Weary             | Roxanne              | TV film                                     |
| 1993      | Red Dwarf                            | Captain Tau          | Episode: "Psirens"                          |
| 1993      | Rab C. Nesbitt                       | Cath                 | Episode: "Rich"                             |
| 1993      | Woof!                                | Mrs. Fuller          | 2 episodes                                  |
| 1993      | Sean's Show                          | Betty                | Episode: #2.6                               |
| 1994      | Smokescreen                          | Gertie               | 5 episodes                                  |
| 1994      | The Fireboy                          | Mum                  | TV film                                     |
| 1995      | Ghosts                               | Suzi Rudkin          | Episode: "I'll Be Watching You"             |
| 1995      | Go Back Out                          | Mum                  | TV film                                     |
| 1995      | Dangerfield                          | Miriam Lampeter      | Episode: "The Body in the Quarry"           |
| 1996      | The Famous Five                      | Mrs. Stick           | Episode: "Five Run Away Together"           |
| 1997      | New Voices                           | Ellen                | Episode: "Enough Excitement"                |
| 1997      | Highlander                           | Molly Kingsley       | Episode: "Diplomatic Immunity"              |
| 1997      | Get Well Soon                        | Mrs. Ivy Osbourne    | 4 episodes                                  |
| 1997      | The Bill                             | Jane Elliot          | Episode: "Has Anybody Here Seen Bigmouth?"  |
| 1999      | Sunburn                              | Joyce Potts          | Episode: #1.6                               |
| 1999      | Junk                                 | Mrs. Lawson          | TV film                                     |
| 2000      | Hearts and Bones                     | Donna Slaney         | Episode: "Slipping Through My Fingers"      |
| 2000      | Urban Gothic                         | Fenella              | Episode: "Pineapple Chunks"                 |
| 2000      | Casualty                             | Elaine Carrington    | Episode: "Choked: Part 2"                   |
| 2000      | The Stretch                          | Sam Greene           | TV film                                     |
| 2000      | Daddyfox                             | Joanne               | TV film                                     |
| 2002      | NCS: Manhunt                         | Jean Harris          | 2 Episodes                                  |
| 2002      | Fun at the Funeral Parlour           | Fernando             | Episode: "Dog Dago Afternoon"               |
| 2003      | Doctors                              | Elizabeth Prior      | Episode: "Truth Or Dare"                    |
| 2003      | Holby City                           | Lynn Spencer         | Episode: "Love Nor Money"                   |
| 2004      | The Last Detective                   | Ruth Leyman          | Episode: "Christine"                        |
| 2005      | New Tricks                           | Elaine Wanless       | Episode: "A Delicate Touch"                 |
| 2005      | The Bill                             | Lynn Hunter          | Episode: "Dangerous Relationships"          |
| 2008      | Hotel Babylon                        | Lady Amelia Hamilton | Episode: #3.2                               |
| 2009      | Casualty                             | Cora                 | Episode: "Ask Me No Questions"              |
| 2009–2011 | Gigglebiz                            | Various              | 13 episodes                                 |
| 2010      | Mission Green Santa                  | Mrs. Santa           | All 10 episodes                             |
| 2010      | Little Crackers                      | Nan                  | Episode: "My First Nativity"                |
| 2011      | Casualty                             | Rachel Lan           | Episode: "Pascal's Wager"                   |
| 2011      | Coming Up                            | Maggie               | Episode: "Hooked"                           |
| 2012      | Sadie J                              | Nan Bet              | Episode: "Kissalicious"                     |
| 2013      | Casualty                             | Ruth Boswell         | Episode: "And the Walls Come Tumbling Down" |
| 2013      | Moving On                            | Kate Marr            | Episode: "The Value"                        |
| 2014      | Holby City                           | Betty Stern          | Episode: "Star of Wonder"                   |
| 2015      | Pompidou                             | Sally                | Episode: "The Date"                         |
| 2016–2017 | The Rebel                            | Margaret             | All 9 episodes                              |
| 2016      | Doctors                              | Edwina Herriot       | 2 episodes                                  |
| 2017      | Casualty                             | Naomi Danes          | Episode: "Mrs Beauchamp's Powder"           |
| 2017      | Call the Midwife                     | Mabel Tillerson      | Episode: "Christmas Special"                |
| 2018      | Torvill & Dean                       | Miss Perry           | TV film                                     |
| 2018–2019 | The Worst Witch                      | Mirabelle Hubble     | 3 episodes                                  |
| 2021      | The Long Call                        | Grace Stephenson     | All 4 episodes                              |
| 2022      | Andy and the Band                    | Auntie Shona         | Episode: "Boo! Who?"                        |
| 2022      | Dodger                               | Bertha Plummer       | Episode: "Christmas"                        |
| 2023      | Inside No. 9                         | Frances              | Episode: "Mother's Ruin"                    |
| 2023      | Murder, They Hope                    | Bella                | Episode: "Blood Actually"                   |
| 2023–nu   | Doctor Who                           | Mrs. Flood           | 4 episodes                                  |
| TBA       | Generation Z                         | Janine               | Post-production                             |
| TBA       | Curfew                               | Janet                | Filming                                     |